# Lew Semjonowitsch Wygotski

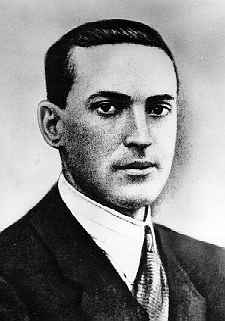
Lew Semjonowitsch Wygotski

Lew Semjonowitsch Wygotski (russisch Лев Семёнович Выготский Lev Semënovič Vygotskij, belarussisch Леў Выгоцкі Leŭ Vyhocki; * 5. Novemberjul. / 17. November 1896greg. in Orscha im Ansiedlungsrayon, Russisches Kaiserreich, heute Belarus; † 11. Juni 1934 in Moskau) war ein sowjetischer Psychologe und gilt als der Begründer der unter den Bezeichnungen Kulturhistorische Schule bekannt gewordenen Strömungen in der sowjetischen Psychologie. Er lieferte Beiträge zur Theorie des Bewusstseins, zur Behindertenpädagogik, zum Verhältnis von Sprachentwicklung und Denken und zur allgemeinen Entwicklungspsychologie des Kindes.

## Leben und Werk

### Jugend
Lew Wygotski lebte bis zu seinem sechzehnten Lebensjahr mit seiner Familie im russischen Ansiedlungsrayon, in Gomel. Bereits als Jugendlicher interessierte er sich für Kunst, Philosophie und Geschichte. Nach seiner Gymnasialzeit studierte er Jura an der Lomonossow-Universität in Moskau und konnte sich als Autodidakt ein enzyklopädisches Wissen auf den Gebieten Soziologie, Psychologie, Philosophie, Linguistik, Kunst- und Literaturwissenschaft aneignen. Maßgeblich für sein weiteres Leben waren u. a. die Werke von Baruch Spinoza, Ludwig Feuerbach, William James, Sigmund Freud.

### Als Lehrer in Gomel
Nach Abschluss des Studiums arbeitete er von 1918 bis 1924 als Lehrer in seiner Heimatstadt. In dieser Zeit wirkte er aktiv am dortigen kulturellen Leben mit und publizierte mehrere literaturwissenschaftliche Aufsätze, unter anderem eine Analyse von Shakespeares Hamlet und verschiedene Theaterkritiken. Er begann, sich vertieft für Psychologie zu interessieren, arbeitete am Lehrbuch Pädagogische Psychologie und an seiner Dissertation Psychologie der Kunst. Letztere wurde 1925 fertiggestellt, aber erst posthum veröffentlicht.

### Moskau
1924 wechselte Wygotski an das Psychologische Institut der Moskauer Universität. Neben seiner Arbeit dort lehrte und forschte Wygotski an verschiedenen weiteren Moskauer Institutionen in den Bereichen Psychologie, Pädagogik und Defektologie. Zu seinen frühen psychologischen Arbeiten gehören The methods of reflexological and psychological investigation (1926), die auf einen Vortrag auf dem II. Allrussischen Kongress für Psychoneurologie 1924 in Leningrad zurückgeht, Das Bewusstsein als Problem der Psychologie des Verhaltens (1925) sowie Die Krise der Psychologie in ihrer historischen Bedeutung (1926). Er befasste sich auch kritisch mit dem Werk des Schweizer Entwicklungspsychologen Jean Piaget.
In Moskau lernte Wygotski u. a. Alexandr R. Lurija und Alexei N. Leontjew kennen, mit denen er eng zusammenarbeitete. Heute sind die psychologischen Arbeiten dieser oft als Troika wahrgenommenen Konstellation unter den Begriffen Kulturhistorische Schule und Tätigkeitstheorie bekannt. Wygotski gründete allerdings während seiner wissenschaftlichen Tätigkeit keine institutionalisierte Schule im engen Sinne. Auch das Etikett Kulturhistorische Schule kommt von außen. Wygotski selbst benannte seine Theorie in verschiedenen Phasen unterschiedlich: Instrumentelle Psychologie, Kulturelle Psychologie und Historische Theorie der höheren psychologischen Funktionen.
In der Zusammenarbeit mit Lurija, Leontjew und verschiedenen Studenten arbeitete Wygotski seine früheren psychologischen Ideen zu einem instrumentellen Ansatz aus. Zentral war der Begriff der psychischen Werkzeuge mit der Sprache als dem psychischen Werkzeug „par excellence“, welchen Wygotski besonders prägnant in den beiden Arbeiten Die instrumentelle Methode in der Psychologie und in Geschichte der Entwicklung der höheren psychischen Funktionen thematisierte.

### Zwischen Moskau, Charkow und Leningrad
Die instrumentelle Psychologie Wygotskis und seiner Mitarbeiter wurde in der UdSSR zunehmend politisch motiviert unterdrückt. Für Wygotski wurde es schwerer, seine Arbeiten zu veröffentlichen, da seine Theorie nicht auf der Linie der aus den innersowjetischen Machtkämpfen streng materialistisch ausgerichteten Psychologie unter Stalin lag. Insbesondere Wygotskis Rezeption westlicher, „idealistischer“ Autoren wie Sigmund Freud, Charlotte und Karl Bühler, Clara und William Stern, Kurt Koffka, Wolfgang Köhler, Kurt Lewin oder Edward Lee Thorndike sowie seine freundschaftlichen Beziehungen zu ideologisch unerwünschten Personen wie dem Dichter Ossip E. Mandelstam wurden kritisiert. Mehrere der Institute, an denen Wygotski und seine Mitarbeiter arbeiteten, wurden um 1930 geschlossen. Wygotski, Leontjew, Lurija und andere wurden nach Charkow an das neu gegründete Psychoneurologische Institut eingeladen. Während einige der Mitarbeiter fest nach Charkow wechselten, pendelte Wygotski in der Folge zwischen Moskau, Charkow und Leningrad.
Was die inhaltliche Arbeit Wygotskis betrifft, kam es Anfang der 1930er Jahre zu einer allmählichen Aufgabe der Werkzeugmetapher für Sprache und Wygotski konzentrierte sich auf das „Bedeutungsvolumen“ der Sprache. Grund dafür waren nicht zuletzt die in den späten 1920er Jahren unter seiner Leitung durchgeführten Experimente zur Begriffsbildung. Sie hatten zum Ergebnis, dass die Beziehung von Wort und Bedeutung nicht statisch ist, sondern sich entwickelt.
In seinen letzten Lebensjahren beschäftigte sich Wygotski mit der Bedeutungs- und Sinnhaftigkeit der Sprache, dem Verhältnis von Denken und Sprechen, der Rolle von Emotionen und mit dem Bewusstsein. Diese Arbeit mündete 1934 in der Zusammenstellung und Ergänzung früherer Arbeiten zu einer Monographie mit dem Titel Denken und Sprechen. Außerdem arbeitete er weiter an entwicklungspsychologischen und „defektologischen“ Fragen.

### Tod und wissenschaftliches Erbe
Nach Wygotskis Tod infolge einer Tuberkulose machte sein wissenschaftlicher Nachlass den Eindruck eines work in progress: Wygotski hinterließ 80 unveröffentlichte Manuskripte. Er kam nie dazu, seine Theorien konsequent zu systematisieren, doch beeinflusste er die weiteren Forschungen von Alexandr Lurija, Alexei Leontjew und anderen Studenten und Mitarbeitern, die in ihren Werken Wygotskis Ansätze weiterentwickelten. Der explizite Bezug auf Wygotski war jedoch nicht ohne weiteres möglich. Die schon zu Beginn der 1930er Jahre einsetzenden ideologischen Vorwürfe und Anfeindungen gegen Wygotskis Arbeit und die seiner Mitarbeiter und Studenten fanden ihren Höhepunkt mit dem Pädologie-Dekret von 1936, das zu einer vollständigen Zensur von Wygotskis Namen und Werk führte. Erst Jahrzehnte später wurde schrittweise Wygotskis Werk rehabilitiert, jedoch weiterhin von Kompromissen geprägt. Bis heute ist die historisch-kritische Aufarbeitung von Wygotskis Werk nicht abgeschlossen.
Außerhalb der Sowjetunion wurden Wygotskis Arbeiten erst ab Ende der 1960er Jahre bekannt. Wesentlich für die deutsche Rezeption waren zum einen die Übersetzungen, die in der DDR veröffentlicht wurden, zum anderen die Empfehlung und Betonung seiner Werke durch den West-Berliner Psychologen Klaus Holzkamp und später durch den Holzkamp-Schüler Peter Keiler. In den folgenden Jahrzehnten wurde Wygotski vor allem als Sprach- und Entwicklungspsychologe wahrgenommen. Dies hat damit zu tun, dass international vor allem Denken und Sprechen als sein Hauptwerk übersetzt und rezipiert wird. Für die internationale Verbreitung seiner Ideen bedeutsam war insbesondere das Buch Mind in Society, das unter dem Namen Wygotskis erschien, dessen Texte aber stark gekürzt und bearbeitet wurden. Trotzdem löste dieses Buch einen „Wygotski-Boom“ in den Humanwissenschaften aus, der bis heute anhält.
Seit dem Beginn des 21. Jahrhunderts entstanden international weitere historisch-kritische Ausgaben der Texte Wygotskis und seiner Mitarbeiter und Schüler, und die Archivarbeit schreitet fort. Auf diese Weise werden die verschiedenen Einflüsse auf Wygotskis Werk und die unterschiedlichen Arbeitskonstellationen, in denen es entstand, stärker berücksichtigt.

## Zentrale Themen

### Kunstpsychologie
Das Themenfeld der Kunstpsychologie stellt eine Art Scharnier zwischen Wygotskis anfänglicher Tätigkeit als Literaturkritiker und seinem späteren Wirken als Psychologe dar. In seiner 1925 fertiggestellten, aber erst posthum veröffentlichten Dissertation Die Psychologie der Kunst beschäftigte sich Wygotski mit der Frage nach der Funktionsweise ästhetischer Reaktionen auf Kunst. Er setzte sich hierfür intensiv mit verschiedenen Strömungen der Ästhetik, insbesondere dem russischen Formalismus, auseinander. Wygotski stellte fest, dass die psychologischen Prozesse des Künstlers, die zur Schaffung eines Kunstwerks führen, und die ästhetische Reaktion des Rezipienten nicht ‚direkt‘ untersucht werden können. Sie fließen jedoch in die Form des Kunstwerks ein, welche analysiert werden kann.
Wygotski zufolge ist Kunst eine „gesellschaftliche Technik des Gefühls“, insofern ein Kunstwerk die Emotionen des Künstlers vergegenständlicht und objektiviert. Die psychologische Wirkung eines Kunstwerks auf einen Betrachter oder Zuhörer ist daher nicht rein subjektiv, sondern durch die soziale Qualität des Kunstwerks – in seiner jeweils bestimmten Form – beeinflusst. Die ästhetische Reaktion auf Kunst kann so als Katharsis wirken, indem sie eine psychologische Entwicklung des Rezipienten anstößt.
Wygotskis kunstpsychologische Überlegungen beeinflussten seine weiteren psychologischen Forschungen über das menschliche Bewusstsein und das menschliche Denken.

### Höhere psychische Funktionen
Die Grundidee von Wygotskis instrumenteller Psychologie war, dass es in der Entwicklung des Kindes eine natürliche Linie und eine kulturelle Linie gibt, die im Laufe der Ontogenese miteinander verschmelzen. Kulturell geprägte höhere psychische Funktionen – spezifisch menschliche psychische Prozesse wie z. B. bewusste Aufmerksamkeit oder Problemlösen – entwickeln sich laut dieser Auffassung durch Umbildung natürlicher basaler psychischer Funktionen. Eine entscheidende Rolle in diesem Prozess spielen Wygotski zufolge psychische Werkzeuge. Beispiele für solche psychischen Werkzeuge sind laut Wygotski Zeichen wie Sprache, Zahlen, Schrift oder mnemotechnische Mittel. Die Neuorganisation natürlicher psychischer Funktionen zu höheren psychischen Funktionen mithilfe von Zeichen geschieht in einem kulturellen Kontext, nämlich der Kommunikation mit anderen Menschen. Psychische Werkzeuge (Zeichen) und ihre Einbettung in den sozialen und kulturellen Zusammenhang, in dem ein Mensch aufwächst, sind laut Wygotski von zentraler Bedeutung für die kognitive Entwicklung des Menschen. Dies liegt daran, dass psychische Werkzeuge (Zeichen) zunächst im Außen angewandt werden und später ‚nach innen wachsen‘. Diesen Schritt des Nach-innen-Wachsens bezeichnet Wygotski mit Interiorisierung: Aus der äußeren Tätigkeit wird eine innere Tätigkeit, mit deren Hilfe das Kind sein Verhalten steuert. Bei der Entstehung höherer psychischer Funktionen strukturieren Zeichen also zunächst das Verhältnis zwischen zwei Menschen (Mensch1 → Zeichen → Mensch2), bevor ihr Gebrauch zum Mittel der Selbstregulation wird (Mensch1 → Zeichen → Mensch1).
Wygotski schreibt: „Jede Funktion tritt in der kulturellen Entwicklung des Kindes zweimal, nämlich auf zwei Ebenen, in Erscheinung – zunächst auf der gesellschaftlichen, dann auf der psychischen Ebene (also zunächst zwischenmenschlich als interpsychische, dann innerhalb des Kindes als intrapsychische Kategorie). […] Doch es versteht sich von selbst, daß der Übergang von außen nach innen den Prozeß selbst, also dessen Struktur und Funktion, verändert.“

### Denken und Sprechen
Wygotski beschäftigte sich insbesondere im kurz vor seinem Tod 1934 verfassten siebten Kapitel von Denken und Sprechen mit der Beziehung dieser beiden Prozesse. Er ging davon aus, dass Sprechen und Denken weder identische noch völlig getrennte Prozesse sind. Sprechen drückt seiner Ansicht nach das Denken nicht aus, sondern das Denken vollzieht sich in ihm und bekommt so eine soziale Form: „Das Sprechen ist seiner Struktur nach keine spiegelhafte Abbildung der Struktur des Denkens. Es kann deshalb dem Denken nicht wie ein fertiges Kleid übergestülpt werden. Das Sprechen dient nicht als Ausdruck des fertigen Gedanken. Indem sich der Gedanke in Sprechen verwandelt, gestaltet er sich um, verändert er sich. Der Gedanke drückt sich im Wort nicht aus, sondern vollzieht sich im Wort.“
In seinen Überlegungen zu Sprechen und Denken verwendete Wygotski den russischen Begriff reč’ (Rede, Sprechen) und nicht jazyk (Sprache im Sinne eines Systems von Zeichen). Hier zeigt sich eine andere Sicht von Sprache als noch im Rahmen der instrumentellen Psychologie, die den Schwerpunkt auf Sprache als statisches psychisches Werkzeug legte. Die spätere Sprachauffassung Wygotskis spiegelt den sprachwissenschaftlichen Diskurs seiner Zeit über den Vollzugscharakter und die Funktionalität der Rede wider, zu dem Autoren wie Lev P. Jakubinskij, Michail M. Bachtin und Walentin N. Woloschinow beitrugen.
Wygotski beschäftigte sich mit drei Formen des Sprechens, die sich in Funktion und Struktur unterscheiden: äußeres, mündliches Sprechen, inneres Sprechen und schriftliches Sprechen. Inneres Sprechen entwickelt sich über Interiorisierung aus äußerem Sprechen und wird zu einer formal und funktional anderen Art des Sprechens. Zwischenstadium dieser Entwicklung in der Ontogenese ist das von Jean Piaget beobachtete egozentrische Sprechen des Kindes. Im Gegensatz zu Piagets Interpretation des egozentrischen Sprechens handelt es sich Wygotski zufolge dabei um die Entwicklung des inneren Sprechens, das den sozialen Charakter des äußeren Sprechens bewahrt, obwohl es nicht dem Dialog mit anderen Menschen, sondern dem Sprechen mit sich selbst und damit der Selbststeuerung dient.

### Entwicklungspsychologie und Pädologie
Wygotski lieferte viele Beiträge zur Pädologie (Lehre der Entwicklung und des Wachstums des Kindes) und Entwicklungspsychologie.
Einen starken Einfluss übt heute sein Konzept der Zone der nächsten Entwicklung aus. Wygotski unterschied zwischen zwei Entwicklungsniveaus: zum einen das Niveau der aktuellen biologisch vorgegebenen Entwicklung des Kindes – bestimmt als das, was das Kind allein leisten kann – und zum anderen das Niveau, das es in Zusammenarbeit mit einem Erwachsenen oder einem anderen Kind erreicht. Mit Zone der nächsten Entwicklung bezeichnete Wygotski den Abstand zwischen diesen beiden Entwicklungsniveaus (alleine vs. in Zusammenarbeit). Unterricht hat sich nach Wygotski an der Zone der nächsten Entwicklung und nicht nur am aktuellen Entwicklungsniveau des Kindes zu orientieren. Wygotski bezeichnete die kognitive Entwicklung der Kinder unter soziokulturellem Einfluss als Internalisierung.
Dieses Konzept Wygotskis wird durch neuere lehr-lern-theoretische Ansätze nordamerikanischer Prägung aufgenommen, die unter dem Begriff sozialer Konstruktivismus zusammengefasst werden. Im Gegensatz zum individuellen Konstruktivismus spielt dabei die soziale Interaktion zwischen Lernenden bzw. zwischen Lernenden und Lehrenden eine hervorgehobene Rolle, da alles menschliche Wissen als letztlich sozial konstruiertes Wissen verstanden wird.

### Defektologie
Mit dem Begriff der Defektologie wurde zu Wygotskis Zeit die Wissenschaft bezeichnet, die sich mit Menschen mit verschiedenen geistigen und körperlichen Behinderungen (sogenannten „Defekten“) befasste. Wygotski war einer der frühesten und ausdrücklicher Befürworter einer integrativen Beschulung von Menschen mit Behinderung: „Die soziale Erziehung stellt für die schwer zurückgebliebenen Kinder den einzig gangbaren und wissenschaftlich vertretbaren Weg dar. Mehr noch, sie allein ist fähig, die wegen eines biologischen Defektes nicht vorhandenen Funktionen herauszubilden. Nur die soziale Erziehung kann (...) das schwer zurückgebliebene Kind durch den Prozess der Menschwerdung führen.“
Wygotski vertrat den Standpunkt, dass weniger die jeweilige Behinderung selbst problematisch sei, sondern deren soziale Konsequenzen, d. h. der Umgang der Gesellschaft mit behinderten Menschen. Ein für diese Auffassung charakteristisches Zitat lautet: „Die Blindheit als psychologischer Fakt ist keineswegs ein Unglück. Sie wird erst als sozialer Fakt zu einem solchen.“

## Zitate
„Die psychologische Forschung zeigt, dass die Kunst der wichtigste Knotenpunkt aller biologischen und sozialen Prozesse der Persönlichkeit in der Gesellschaft ist, dass sie ein Verfahren ist, den Menschen in den kritischen und schwierigsten Minuten seines Lebens mit der Welt ins Gleichgewicht zu setzen. (...) Da im Plan der Zukunft ja zweifellos nicht nur die Um- und Neugestaltung der ganzen Prozesse, sondern auch die ‚Umschmelzung des Menschen‘ enthalten ist, wird sich mit Sicherheit auch die Rolle der Kunst verändern. (...) Ohne neue Kunst wird es auch keinen neuen Menschen geben.“
„Alle höheren psychischen Funktionen, eingeschlossen das Sprechen und begriffliche Denken, haben einen sozialen Ursprung. Sie entstehen als Mittel zur gegenseitigen Hilfeleistung und werden schrittweise Teil des alltäglichen Verhaltens eines Menschen.“
„Ursprünglich ist das Sprechen des Kindes also rein sozial; es sozialisiert zu nennen wäre falsch, weil damit die Vorstellung von etwas ursprünglich nicht Sozialem verbunden ist, das erst im Prozess seiner Veränderung und Entwicklung sozial würde.“

## Privates
In Gomel lernte Wygotski seine spätere Frau Rosa Smechowa (1899–1979) kennen. Das Paar hatte zwei Töchter: Die Psychologin Gita Lwowna Wygodskaja (1925–2010) und Asja (* 1930).

## Schriften (Auswahl)
- Wygotski, L.S. (1976). Die Psychologie der Kunst. Aus dem Russischen übertragen von Helmut Barth. Dresden: Verlag der Kunst. (Fundus-Reihe 44/45)
- Vygotskij, L.S. (1992). Geschichte der höheren psychischen Funktionen. Münster: Lit.
- Vygotskij, L.S. (1996). Die Lehre von den Emotionen. Eine psychologiehistorische Untersuchung. Wissenschaftlich bearbeitet und mit einer Einführung von Alexandre Métraux. Münster: Lit.
- Vygotskij, L.S. (1934/2002). Denken und Sprechen. Herausgegeben und aus dem Russischen übersetzt von Joachim Lompscher und Georg Rückriem. Weinheim und Basel: Beltz.

- Wygotski, L.S. (1977). Denken und Sprechen. Herausgegeben von Johannes Helm und eingeleitet von Thomas Luckmann. Aus dem Russischen übersetzt von Gerhard Sewekow. Russische Originalausgabe 1934, deutschsprachige Ausgabe Akademie-Verlag, Berlin 1964 (gekürzt). Frankfurt am Main: Fischer, ISBN 3-596-26350-6.

- Vygotskij, L.S. (2003). Ausgewählte Schriften. Band 1. Herausgegeben von Joachim Lompscher. Berlin: Lehmanns Media.

- Wygotski, L.S. (1985). Ausgewählte Schriften. Band 1. Köln: Pahl-Rugenstein, ISBN 3-7609-0973-6.

- Vygotskij, L.S. (2003). Ausgewählte Schriften. Band 2. Herausgegeben von Joachim Lompscher. Berlin: Lehmans Media.

- Wygotski, L.S. (1987). Ausgewählte Schriften. Band 2. Köln: Pahl-Rugenstein, ISBN 3-7609-0974-4.

- Vygotskij, L.S. (2009). Briefe / Letters - 1924-1934. Herausgegeben von Georg Rückriem. Berlin: Lehmanns Media.
- Vygotskij, L.S. (2011). Vorlesungen über Psychologie. Herausgegeben von Georg Rückriem. Berlin: Lehmanns Media.